# Sciophila cincticornis
Sciophila cincticornis är en tvåvingeart som beskrevs av Edwards 1940. Sciophila cincticornis ingår i släktet Sciophila och familjen svampmyggor. Inga underarter finns listade i Catalogue of Life.